# 7370 Krasnogolovets
7370 Krasnogolovets eller 1978 SM5 är en asteroid i huvudbältet som upptäcktes den 27 september 1978 av den ryska astronomen Ljudmila Tjernych vid Krims astrofysiska observatorium på Krim. Den är uppkallad efter professorn vid Charkivs nationella tekniska universitet Michail Krasnogolovets.
Asteroiden har en diameter på ungefär sju kilometer.